# نیدروامباخ
نیدروامباخ (به آلمانی: Niederwambach) یک شهر در آلمان است که در نویوید واقع شده‌است. نیدروامباخ ۴۵۱ نفر جمعیت دارد.